# Mitsubishi Fuso Canter
Mitsubishi Fuso Canter (кана: 三菱ふそう・キャンター) — серия компактных среднетоннажных грузовых автомобилей, выпускаемых японской компанией Mitsubishi Fuso Truck and Bus Corporation в разных модификациях с 1963 года.

## История
Впервые название Canter было применено в марте 1963 года для лёгких коммерческих грузовиков T720, которые возникли из предыдущей серии «T710», представленной в 1960 году. Эти ранние модели почти полностью продавались в Азии. Автомобили комплектовались четырехцилиндровыми дизельными двигателями 4dq1 объёмом 2 л, мощностью 68 л. с.
В 1964 году автомобиль модернизировали. Появились четыре круглые фары головного света вместо двух круглых фар. В январе 1968 года появился Canter второго поколения с новой кабиной. В июле 1970 года модель модернизировали, появилась новая решётка радиатора. Дизельный двигатель был заменён на новый 4dr5 объёмом 2,7 л, мощностью 80 л. с.
Четвёртое поколение Canter получило более широкую кабину и повышенную до 3 тонн грузоподъёмность. Гамма развозных автомобилей Canter японского производства грузоподъёмностью от 1 до 4,5 тонн включает заднеприводные модели FB, FC, FE и FG (4*4). Самая лёгкая 1,5-тонная модель Canter Guts отличается обновлённой узкой кабиной, а экспортные варианты Canter имеют кабины старого образца. На них используются бензиновые и дизельные двигатели объёмом от 2,8 до 4,2 л, мощностью от 94 до 130 л. с., а также механические 5-ступенчатые коробки передач с ручным управлением или 4-ступенчатая с усовершенствованной системой автоматического переключения Inomat-II без педали сцепления.
Весной 2011 года MFTBC начала продажи нового поколения грузовиков Canter в Северной Америке, презентация которых состоялась на выставке NTEA Work Truck Show. Северная Америка стала первой страной за пределами Японии, где продаётся новый Canter.

### Fuso eCanter
В сентябре 2016 года на выставке коммерческого транспорта IAA дебютировал электрический 6-тонный грузовик Mitsubishi Fuso eCanter. Автомобиль оснащён двумя аккумуляторными батареями суммарной ёмкостью 48 кВт/ч. Тяговый электромотор развивает мощность 110 кВт (150 л. с.), а максимальный крутящий момент достигает 650 Н*м. Запас хода грузовика составляет около 100 км.

### Двигатели
| Модель    | Количество/расположение цилиндров | Объём    | Мощность                            | Крутящий момент         | Годы производства |
| --------- | --------------------------------- | -------- | ----------------------------------- | ----------------------- | ----------------- |
| Дизельные |                                   |          |                                     |                         |                   |
| 4P10-T2   | 4/рядное                          | 2998 см³ | 130 л. с. (96 кВт) при 3500 об/мин  | 300 Н*м при 1300 об/мин | с 2010            |
| 4P10-T4   | 4/рядное                          | 2998 см³ | 150 л. с. (110 кВт) при 3500 об/мин | 370 Н*м при 1320 об/мин | с 2010            |
| 4P10-T6   | 4/рядное                          | 2998 см³ | 175 л. с. (129 кВт) при 3500 об/мин | 430 Н*м при 1600 об/мин | с 2010            |